# Gridley (Kansas)
Gridley is een plaats (city) in de Amerikaanse staat Kansas, en valt bestuurlijk gezien onder Coffey County.

## Demografie
Bij de volkstelling in 2000 werd het aantal inwoners vastgesteld op 372.
In 2006 is het aantal inwoners door het United States Census Bureau geschat op 364, een daling van 8 (-2.2%).

## Geografie
Volgens het United States Census Bureau beslaat de plaats een oppervlakte van
1,1 km², waarvan 1,0 km² land en 0,1 km² water. Gridley ligt op ongeveer 348 m boven zeeniveau.

## Plaatsen in de nabije omgeving
De onderstaande figuur toont nabijgelegen plaatsen in een straal van 24 km rond Gridley.